# Claire Coutinho
Claire Coryl Julia Coutinho (ur. 8 lipca 1985 w Londynie) – brytyjska polityczka, członkini Partii Konserwatywnej. W latach 2023–2024 minister bezpieczeństwa energetycznego i netto zero. Od 2019 posłanka do Izby Gmin.

## Życiorys
Urodziła się i wychowała w Londynie. Jest córką lekarzy (anestezjologa i lekarki rodzinnej), którzy wyemigrowali z Indii w latach 70. Ukończyła studia z zakresu matematyki i filozofii w Exeter College na Uniwersytecie Oksfordzkim. Pracowała, m.in. w banku inwestycyjnym Merrill Lynch oraz w Centre for Social Justice (think tanku założonym przez Iaina Duncana Smitha). W latach 2012–2015 była współwłaścicielką firmy cateringowej. Następnie była zatrudniona w HM Treasury, na stanowisku specjalnego doradcy naczelnego sekretarza skarbu Rishiego Sunaka. Podczas kampanii przed referendum w 2016, opowiadała się za wystąpieniem Zjednoczonego Królestwa z Unii Europejskiej.
W 2019 po raz pierwszy kandydowała do Izby Gmin. Została wówczas wybrana z okręgu East Surrey. W 2024 uzyskała reelekcję z tego samego okręgu wyborczego. W latach 2020–2022 była ponownie doradczynią Sunaka (wówczas kanclerza skarbu).
Po objęciu przez Rishiego Sunaka stanowiska premiera, została podsekretarzem parlamentarnym w ministerstwie pracy i emerytur (do 27 października 2022), a następnie w ministerstwie edukacji. 31 sierpnia 2023 została objęła urząd ministra bezpieczeństwa energetycznego i netto zero. Pozostawała na tym stanowisku do czasu dymisji dymisji Sunaka (po wyborach parlamentarnych w 2024) i zachowała je zarówno w utworzonym przez niego gabinecie cieni, jak i w kolejnym gabinecie cieni – utworzonym przez Kemi Badenoch.